# Tecmo Super Hockey
Tecmo Super Hockey est un jeu vidéo de hockey sur glace sorti en 1994 sur Mega Drive. Le jeu a été développé et édité par Tecmo.